# 関西テレビ電気専門学校

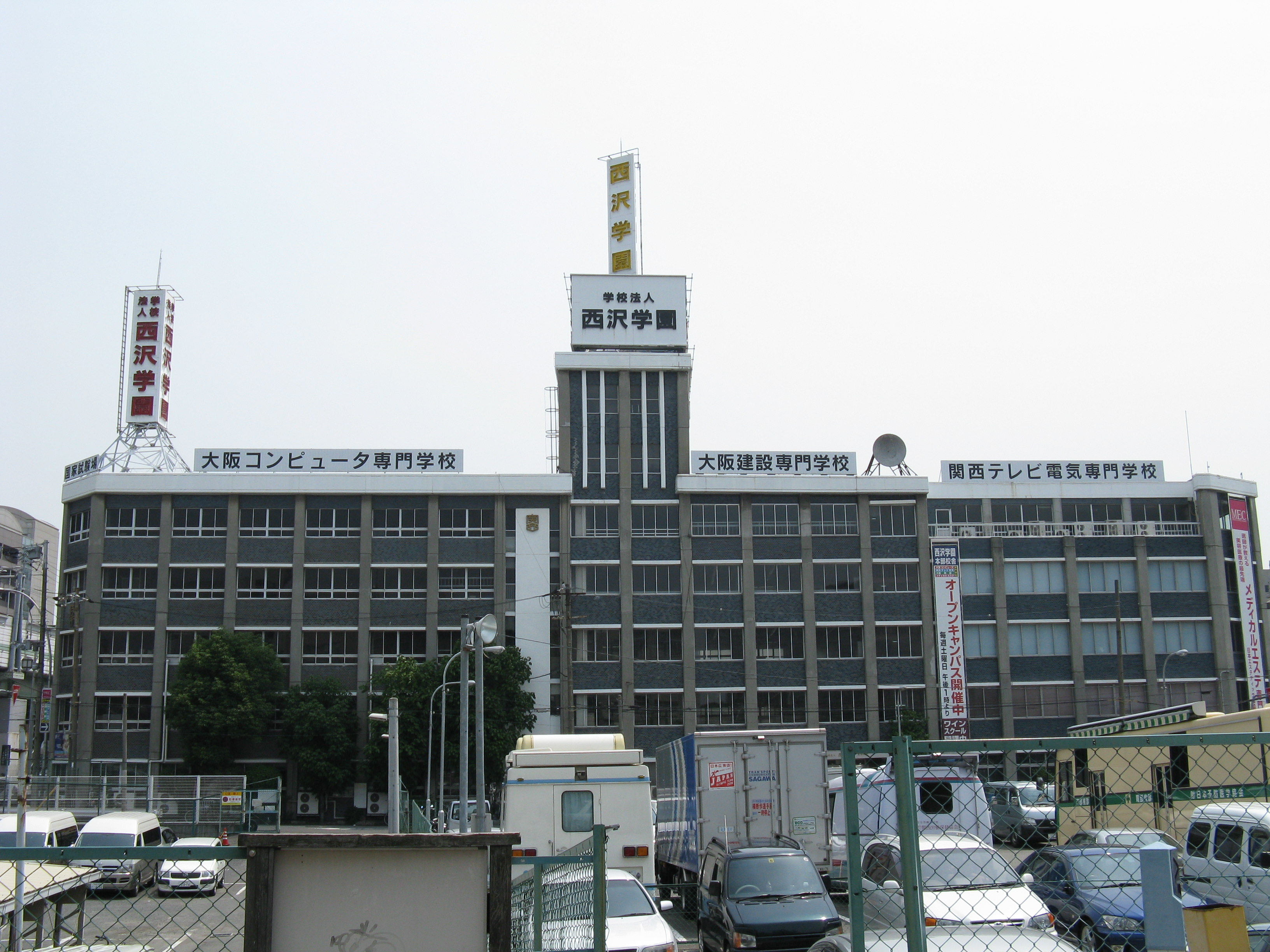
関西テレビ電気専門学校

関西テレビ電気専門学校（かんさいテレビでんきせんもんがっこう）は、学校法人西沢学園が運営する大阪市北区にある専修学校。
総務省・経済産業省・厚生労働省・文部科学省・国土交通省・法務省の各省からの認定・指定・許可を受け、また無線従事者など国家試験の試験会場にもなっている。
名前に「関西テレビ」と入っているが、関西テレビ放送とは無関係である（CMは同局でも流れている。日本テレビ系のテレビ金沢などでも過去にCMが放送されていた）。

## 沿革
- 1945年 - 関西ラジオ技術学校として開校
- 1953年 - 関西ラジオ・テレビ技術学校と改称
- 1961年 - 関西テレビ技術専門学校と改称
- 1976年 - 関西テレビ電気専門学校と改称。学校教育法の専修学校制度による専修学校となる

## 学科
- 専門課程
  - 放送電子科（昼間2年制）
  - 電気テレビ科（昼間2年制/夜間2年制）
- 電子研究科（昼間1年制）
  - 電気テレビ／放送電子系
  - IT・クラウド／CG・ゲーム／フォトグラファ系
  - 建築／ビオトープ／バイオ系
- 高等課程（向陽台高等学校 関西テレビキャンパスとして技能提携）
  - 電気テレビ科（昼間部3年制/夜間部2年制）
  - CGアニメーション科（昼間部3年制）

## 所在地
- 〒530-0052 大阪市北区南扇町3

最寄り駅は、JR天満駅・地下鉄扇町駅

## 姉妹校
- 大阪コンピュータ専門学校
- 大阪建設専門学校
- メディカルエステ専門学校